# 帕琳娜
帕琳娜·尤里耶夫娜·帕拉涅伊契克（羅馬化：Palina Yurewna Palanyeychyk；1994年4月8日—），藝名帕琳娜（英語：Palina；前稱Palina Respublika）是一位白俄罗斯歌手和詞曲作者。以白俄罗斯语、俄语、乌克兰语和法语演唱歌曲。